# 1910 en Bretagne
 Chronologie de la Bretagne
- 1906
- 1907
- 1908
- 1909
- 1910
- 1911
- 1912
- 1913
- 1914

Cette page recense des événements qui se sont produits durant l'année 1910 en Bretagne.

## Société

### Éducation
- 26 mai : Louis Duchesne est élu à l'Académie française[1].

### Naissances
- à Brest : Joseph Chardronnet (décédé à Pontmain le 1er décembre 2001), prêtre breton.

- 19 janvier : 
  - Henri Queffélec, romancier[1].
  - à Brest : André Colin, homme politique français,  mort à Carantec le 28 août 1978[2]. Membre du Mouvement républicain populaire, il a été membre de plusieurs gouvernements de 1946 à 1958, député puis sénateur du Finistère, président du conseil général du Finistère et du conseil régional de Bretagne.

- 18 février à Brest : Armand Kéravel, mort le 2 décembre 1999 à Carpentras (Vaucluse), résistant et homme politique, militant pour la culture et l'enseignement du breton.

- 21 mars à Brest : Édith Keraudren, dite Édith Ker, actrice française morte à Draveil le 28 octobre 1997.

### Décès
- 14 juillet : Louis-Albert Bourgault-Ducoudray, né à Nantes, est un chef d'orchestre et compositeur qui consacra son existence à faire renaître et reconnaître les musiques traditionnelles de toutes les régions d'Europe. Il est le premier collecteur en Bretagne. Cette observation des mélodies traditionnelles va inspirer, dans ses œuvres, la construction et la tournure de ses phrases musicales. C'est ainsi que ses opéras Bretagne en 1887 et Myrdhin en 1905, se manifeste l'intérêt qu'il porte à sa tradition[3].

## Culture

### Musique
- Huit artistes fondent l’Association des compositeurs bretons, présidée par Maurice Duhamel et surnommée la « Cohorte bretonne »[4].

## Sports
- 19 septembre : Marthe Niel devient la deuxième femme brevetée pilote[1].

## Infrastructures

### Protections
- Les grands châtaigniers de Kerséoc'h à Pont-l'Abbé sont classés « monuments historiques naturels » par Gaston Doumergue[1].

### Biographie
- Stéphane Guihéneuf, Chronologie de Bretagne : Des origines à nos jours, éd. Ouest-France, avril 2003, 413 p. (ISBN 978-2-7373-3229-6)
- Emmanuel Salmon-Legagneur (dir.) et al. (préf. Yvon Bourges, anc. ministre, prés. du conseil régional de Bretagne), Les noms qui ont fait l'histoire de Bretagne : 1 000 noms pour les rues de Bretagne, Spézet, Coop Breizh et Institut culturel de Bretagne, 1997, 446 p. (ISBN 978-2-84346-032-6)